# Айкман, Уильям
Уи́льям (Вильям) А́йкман (англ. William Aikman; 24 октября 1682 года, Кэрни — 7 июня 1731 года) — шотландский художник.

## Биография
Сын живописца того же имени, родился в Кэрни, графство Абердин. Получив хорошее воспитание и образование, Айкман провёл три года в Италии, ездил в Турцию, и в 1713 году — по приглашению герцога Аргайла — переехал в Лондон, где свёл дружбу с немецким портретистом Кнеллером. Стараниями того же герцога Айкман получил заказ от двора написать на одном полотне всё королевское семейство. С того времени вся королевская знать обращалась к живописцу с заказами, и он едва успевал их исполнять. В числе прочих он написал всех членов герцогских родов Аргайла и Гамильтона. Лучшие полотна были им созданы с 1720 года по смерть. Помимо живописи Айкман охотно увлекался поэзией. Умер в доме Аргайла.